# Золотые девочки
«Золотые девочки» (англ. «The Golden Girls») — американский телесериал канала NBC, созданный Сьюзан Харрис и произведенный компанией «Touchstone Television». В США выходил в эфир с 14 сентября 1985 до 9 мая 1992. Главные роли исполнили Беатрис Артур, Бетти Уайт, Ру Макклэнахан и Эстель Гетти. Сюжет сериала сосредоточен вокруг четырёх пожилых женщин, проживающих вместе в доме в Майами, Флорида.
В 2006 году в России на Первом канале вышла русская версия «Золотых девочек» под названием «Большие девочки». Главную роль в сериале исполнила Ольга Остроумова.

## История создания
Ситком оригинально был задуман Брандоном Тартикоффом, а создан Сюзан Харрис. Тартикофф, однажды придя в гости к своей пожилой тёте, заметил, как она ведёт себя со своей соседкой и лучшей подругой. Несмотря на то, что они постоянно спорили и препирались друг с другом, они остались лучшими друзьями и любили друг друга.

## Сюжет

### Начало
В начале сериала три женщины средних лет проживают вместе в модном доме в Майами, Флорида. Домовладелица, вдова Бланш Деверо познакомилась со вдовой Розой Найлунд и разведённой Дороти Зборнак, которые ответили на объявление в местной бакалее об аренде комнаты. Позже к ним присоединяется мать Дороти, София Петрилло, когда её дом для престарелых «Тенистые сосны» сгорел дотла. В пилотном эпизоде также появляется гомосексуальный домоправитель Коко (Чарльз Левин), но впоследствии от этого персонажа отказались. София первоначально должна была появиться в качестве эпизодического персонажа, но завоевала большую популярность и присоединилась к основному ансамблю.

## Персонажи
- Беатрис Артур — Дороти Зборнак
- Бетти Уайт — Роза Найлунд
- Ру Макклэнахан — Бланш Деверо
- Эстель Гетти — София Петрилло, мать Дороти (интересно, что сама Гетти была на год моложе Беатрис Артур, чью мать она сыграла в сериале)

Первоначально Макклэнахэн предложили роль Розы, а Уайт — роль Бланш, но обе актрисы посчитали роли слишком похожими на те, что они раньше играли. Уайт сыграла похотливую Сью Энн Нивенс в «Шоу Мэри Тайлер Мур», а Макклэнахан снималась в главной роли милой рассеянной Вивиан Хармон вместе с Артур в телесериале «Мод».
Бетти Уайт на момент своей смерти в декабре 2021 года была последней в живых из главных актрис. Другие исполнительницы скончались в 2008 (Гетти), 2009 (Артур) и в 2010 (МакКлэнахан) годах.

### Приглашённые звёзды
Сизар Ромеро, Джин Диксон, Джерри Орбах, Джордж Клуни, Сонни Боно, Лесли Нильсен, Дик Ван Дайк, Бёрт Рейнольдс, Квентин Тарантино, Микки Руни, Хулио Иглесиас, Дон Амичи, Руби Ди, Дебби Рейнольдс, Эллен Альбертини Дау и другие.

## Награды и номинации
Телесериал был 65 раз номинирован и получил 11 премий «Эмми» (в том числе дважды в категории «Лучший комедийный телесериал»), четыре премии «Золотой глобус» и две премии «Viewers For Quality Television». Все главные актрисы также получили «Эмми». «Золотые девочки», «Дела семейные» и «Уилл и Грейс» — единственные сериалы, все исполнители главных ролей в которых выиграли «Эмми».

## Премии
- Золотой глобус
  - 1986 — «Лучшая актриса в комедийном телесериале» (Эстель Гетти)
  - 1987 — «Лучший комедийный телесериал»
  - 1988 — «Лучший комедийный телесериал»
- Эмми
  - 1986 — «Лучший комедийный телесериал»
  - 1986 — «Лучшая актриса в комедийном телесериале» (Бетти Уайт)
  - 1986 — «Лучший технический директор/камера/видие в сериале»
  - 1986 — «Лучший сценарист комедийного телесериала» (Барри Фанаро и Морт Натан)
  - 1987 — «Лучший комедийный телесериал»
  - 1987 — «Лучший режиссёр комедийного телесериала» (Терри Хьюз)
  - 1987 — «Лучшая актриса в комедийном телесериале» (Ру Макклэнахан)
  - 1988 — «Лучший технический директор/камера/видео в сериале»
  - 1988 — «Лучшая актриса в комедийном телесериале» (Беатрис Артур)
  - 1988 — «Лучшая актриса второго плана в комедийном телесериале» (Эстель Гетти)
  - 1992 — «Лучший технический директор/камера/видео в сериале»